# Kabinett Rinne
Das Kabinett Rinne war vom 6. Juni 2019 bis zum 3. Dezember 2019 das 75. Kabinett der Republik Finnland. Es wurde im Anschluss an die Parlamentswahl 2019 gebildet. Das Kabinett bestand aus einer Koalition von SDP, KESK, VIHR, VAS und RKP. Ministerpräsident des Kabinetts war Antti Rinne.
Am 3. Dezember 2019 trat Rinne als Ministerpräsident zurück. Am 10. Dezember 2019 wurde Sanna Marin zu seiner Nachfolgerin als Ministerpräsidentin gewählt, ohne dass es dadurch zu einem Koalitionsbruch kam. Zahlreiche Minister des Kabinetts Rinne gehören auch dem nachfolgenden Kabinett Marin an.

## Regierungsverhandlungen
Die Regierungsverhandlungen begannen am 8. Mai 2019. Nach anfänglichen Gesprächen mit der Nationalen Sammlungspartei, entschieden sich die Sozialdemokraten jedoch für eine Partnerschaft mit dem Zentrum, den Grünen, dem Linksbündnis und der Schwedischen Volkspartei. Nach Angaben des damaligen Innenministern Kai Mykkänen waren die Bedingungen für die Regierungszusammenarbeit eine Beschäftigungsquote von 75 Prozent und einem ausgeglichenen Staatshaushalt bis zum Jahr 2023.
Am 2. Juni gab Rinne die Einigung der Parteien auf Twitter bekannt.

### Wahl des Ministerpräsidenten und Ernennung des Kabinetts
Das finnische Parlament wählte Antti Rinne am 6. Juni 2019 zum Ministerpräsidenten. Anschließend wurde das Kabinett Sipilä von Präsident Sauli Niinistö entlassen und die neue Regierung ernannt.

### Ende der Regierung
Nachdem sich Rinne anlässlich eines Streiks bei der halbstaatlichen finnischen Post hinter die Forderungen der Arbeitnehmer gestellt hatte, entzog ihm die Zentrumspartei (KESK) öffentlich das Vertrauen. Rinne reichte daraufhin am 3. Dezember 2019 seinen Rücktritt ein. Danach wählte die gleiche Koalition am 10. Dezember 2019 Sanna Marin zu seiner Nachfolgerin als Ministerpräsidentin.

## Minister
Das Kabinett bestand aus 19 Ministerinnen und Minister. Davon wurden sieben von der SDP gestellt, fünf von der Zentrumspartei, drei gehörten dem Grünen Bund an und das Linksbündnis sowie die Schwedische Volkspartei stellten je zwei Minister.
| Amt/Ressort                                  | Foto | Name                 | Partei | Partei |
| -------------------------------------------- | ---- | -------------------- | ------ | ------ |
| Ministerpräsident                            |      | Antti Rinne          |        | SDP    |
| Stellvertretender Ministerpräsident Finanzen |      | Mika Lintilä         |        | KESK   |
| Außen                                        |      | Pekka Haavisto       |        | VIHR   |
| Inneres                                      |      | Maria Ohisalo        |        | VIHR   |
| Außenhandel und Entwicklung                  |      | Ville Skinnari       |        | SDP    |
| Justiz                                       |      | Anna-Maja Henriksson |        | RKP    |
| Arbeit                                       |      | Timo Harakka         |        | SDP    |
| Verteidigung                                 |      | Antti Kaikkonen      |        | KESK   |
| Kommunen und Verwaltungsreformen             |      | Sirpa Paatero        |        | SDP    |
| Verkehr und Kommunikation                    |      | Sanna Marin          |        | SDP    |
| Bildung                                      |      | Li Andersson         |        | VAS    |
| Europa                                       |      | Tytti Tuppurainen    |        | SDP    |
| Kultur und Wissenschaft                      |      | Annika Saarikko      |        | KESK   |
| Umwelt und Klimaschutz                       |      | Krista Mikkonen      |        | VIHR   |
| Landwirtschaft                               |      | Jari Leppä           |        | KESK   |
| Wirtschaft                                   |      | Katri Kulmuni        |        | KESK   |
| Soziales und Gesundheit                      |      | Aino-Kaisa Pekonen   |        | VAS    |
| Familien und soziale Dienste                 |      | Krista Kiuru         |        | SDP    |
| Nordische Zusammenarbeit und Gleichstellung  |      | Thomas Blomqvist     |        | RKP    |

## Regierungsprogramm
Das Regierungsprogramm ist 190 Seiten lang und trägt den Namen Ein partizipatives und sachkundiges Finnland – eine sozial, wirtschaftlich und ökologisch nachhaltige Gesellschaft. Die Regierung hat darauf hingewiesen, dass sie keine Ausgaben in ihrem Programm kürzen und ihre ständigen Ausgaben um rund 1,2 Milliarden Euro erhöhen wird.

### Beschäftigungsquote von 75 Prozent
Die Regierung kündigt an, die Beschäftigungsquote auf 75 Prozent erhöhen zu wollen, was 60.000 neue Arbeitsplätze bedeuten würde. Ein Viertel der zusätzlichen Ausgaben der Regierung in Höhe von 1,2 Milliarden Euro soll auf diesem Beschäftigungsanstieg aufbauen. Nach Ansicht von Helsingin Sanomat seien die im Regierungsprogramm beschriebenen Mittel „überwältigend“. Die Regierung wünscht sich zudem mehr Chancen für Schwerarbeitende, ältere Menschen und Zuwanderer sowie die Förderung lokaler Vereinbarungen und den baldigen Einstieg in die Beschäftigung im Hochschulbereich. Laut Rinne soll die Arbeitslosenquote von über 6 % auf 4,8 % sinken und bereits 2020 sollen 30.000 neue Arbeitsplätze in Sicht sein, um die versprochenen Steigerungen zu erreichen. Nach Angaben von Helsingin Sanomat ist „Beschäftigung die wichtigste Maßnahme der Regierung Rinne“.
Außerdem möchte die Regierung die Ausweitung der einkommensabhängigen Arbeitslosenversicherung auf alle Personen, die die Beschäftigungsbedingung erfüllen, untersuchen lassen.
In einer vom Taloustutkimus im Juni 2019 durchgeführten Umfrage glaubten mehr als die Hälfte der Befragten nicht, dass die Wirtschaft in den nächsten vier Jahren wachsen und sich die Beschäftigtenzahlen verbessern werden.

### Haushalt
Die Regierung hat sich verpflichtet, die öffentlichen Finanzen bis 2023 auszugleichen. Vom Ziel kann abgewichen werden, sollte es in Europa zu einer wirtschaftlichen Krise kommen. Kritisiert wurde, dass das Regierungsprogramm kaum Vorbereitungen auf den anstehenden demografischen Wandel vorsehe. Rinne kündigte an, die Renten anheben zu wollen.
In der Umfrage des Taloustutkimus vom Juni 2019 bezweifelten ein Fünftel der Wähler der SDP und des Linksbunds sowie 39 Prozent der Grünen die Nachhaltigkeit der wirtschaftlichen Basis der Regierung.

### Tulevaisuusinvestoinnit
Tulevaisuusinvestoinnit (etwa in die Zukunft investieren) ist ein Plan für vorübergehende zusätzliche Investitionen in Höhe von 3 Milliarden Euro in herkömmliche Staatsausgaben wie die Einstellung von Lehrkräften und die Entwicklungszusammenarbeit. Diese zusätzlichen Kosten sollen durch den Verkauf staatseigener Unternehmen und Immobilien finanziert werden.

### Steuern
Die Steuern sollen um 730 Millionen Euro erhöht werden. Die Einkommensteuern für Menschen mit niedrigen und mittleren Einkommen sollen dagegen um 200 Millionen Euro reduziert werden, um den Anstieg der indirekten Steuern auszugleichen. Auch die Steuern auf fossile Brennstoffe, Tabak, Alkohol und alkoholfreie Getränke sollen erhöht werden.
In einer im Juni 2019 durchgeführten Umfrage sprachen sich 68 Prozent der Befragten zumindest dafür aus, dass Personen mit höherem Einkommen mehr Steuern zahlen sollten als zum Zeitpunkt der Umfrage. 56 Prozent glaubten nicht, dass die Ungleichheit in Finnland und die Einkommensunterschiede zum Ende der Wahlperiode abgenommen hätten. 67 % der Befragten sprachen sich gegen eine Kürzung der Haushaltsabzüge aus.

### Migration und Einwanderung
Die Obergrenze soll auf 850 bis 1050 Flüchtlinge angehoben werden. Personen mit einer abgelehnten Asylentscheidung sollen künftig mit einer elektronischen Fußfessel ausgestattet werden dürfen.

### Umwelt
Die Industriesteuer wird auf das von der EU zugelassene Minimum berechnet. Die Benutzung Ölheizungen soll Anfang der 2030er Jahre eingestellt und der Anteil der Windenergie erhöht werden. Kohlenstoffsenken sollen in Wäldern, Sümpfen und Ackerland angebaut werden. Außerdem will die Regierung die Mittel für den Naturschutz um 100 Millionen Euro pro Jahr erhöhen. Des Weiteren soll das Wohlergehen der Tiere durch neue Wander- und Radwege verbessert werden.

### Gleichstellung
Gewalt und Sexualstraftaten sollen härter bestraft werden. Gewalt gegen Frauen soll ebenso bestraft werden wie Genitalverstümmelungen und Zwangsehen. Eine Abänderung des amtlichen Geschlechtseintrags soll künftig unabhängig von ärztlichen Behandlungen (wie geschlechtsangleichende Maßnahmen) durchgeführt werden können.
Mütter und Väter sollen die gleiche Länge an Elternzeit erhalten. Die Unterstützungen für die häusliche Pflege sollen nicht gekürzt werden.
In einer von finnischen Unternehmern im Juni 2019 durchgeführten Umfrage äußerten sich mehr als die Hälfte der kleinen und mittleren Unternehmen negativ zur Verlängerung des Vaterschaftsurlaubs und etwa ein Viertel begrüßte die Reform.

### Gesundheit und Pflege
Das Regierungsprogramm sieht die Einstellung von tausend neuen Ärzten vor.

### Verkehr
Die Regierung möchte das Eisenbahnnetz zwischen den Großstädten ausbauen.

### Sicherheit
300 neue Polizistenstellen sollen geschaffen werden.